# Estrid Brekkan
Estrid Brekkan (n. 1954) es una diplomática islandesa que ha servido como embajadora de Islandia en Suecia, Albania y Kuwait.

## Carrera
En 1974, Estrid empezó a trabajar para el Ministerio de Asuntos Exteriores. Entre 2002 y 2006, fue Consejera en la Embajada en Oslo. Entre 2008 y 2013, fue Ministra Consejera en la embajada en París y, entre 2013 y 2015, fue directora de organizaciones internacionales y derechos humanos en la dirección de asuntos internacionales y de seguridad del Ministerio de Asuntos Exteriores y directora general adjunta de la dirección.
En 2015 fue nombrada embajadora de Islandia en Suecia, Albania y Kuwait. Presentó sus credenciales en Estocolmo el 23 de septiembre de 2015.

## Vida personal
Estrid es de ascendencia islandesa, danesa y sueca. Tiene una licenciatura en ciencias políticas por la Universidad de Maryland University College.